# Oncostemum venulosum
Oncostemum venulosum är en viveväxtart som beskrevs av John Gilbert Baker. Oncostemum venulosum ingår i släktet Oncostemum och familjen viveväxter. Inga underarter finns listade i Catalogue of Life.